# 合法伐採木材等の流通及び利用の促進に関する法律
合法伐採木材等の流通及び利用の促進に関する法律（ごうほうばっさいもくざいなどのりゅうつうおよびりようのそくしんにかんするほうりつ、平成28年5月20日法律第48号）は、法令に適合して伐採された樹木を材料とする木材・その製品の流通および利用に関する日本の法律である。通称クリーンウッド法。

## 概要
国または原産国において合法的に伐採された樹木を材料とする木材・その製品の流通及び利用を促進すること、違法伐採の取締りによる木材価格の維持や森林資源の保護を目的とする。具体的には、国内において調査対象となる木材等の種別や、木材関連事業者の範囲や登録制度等を定め、また、木材関連事業者や国が取り組むべき措置を定めている。

## 沿革

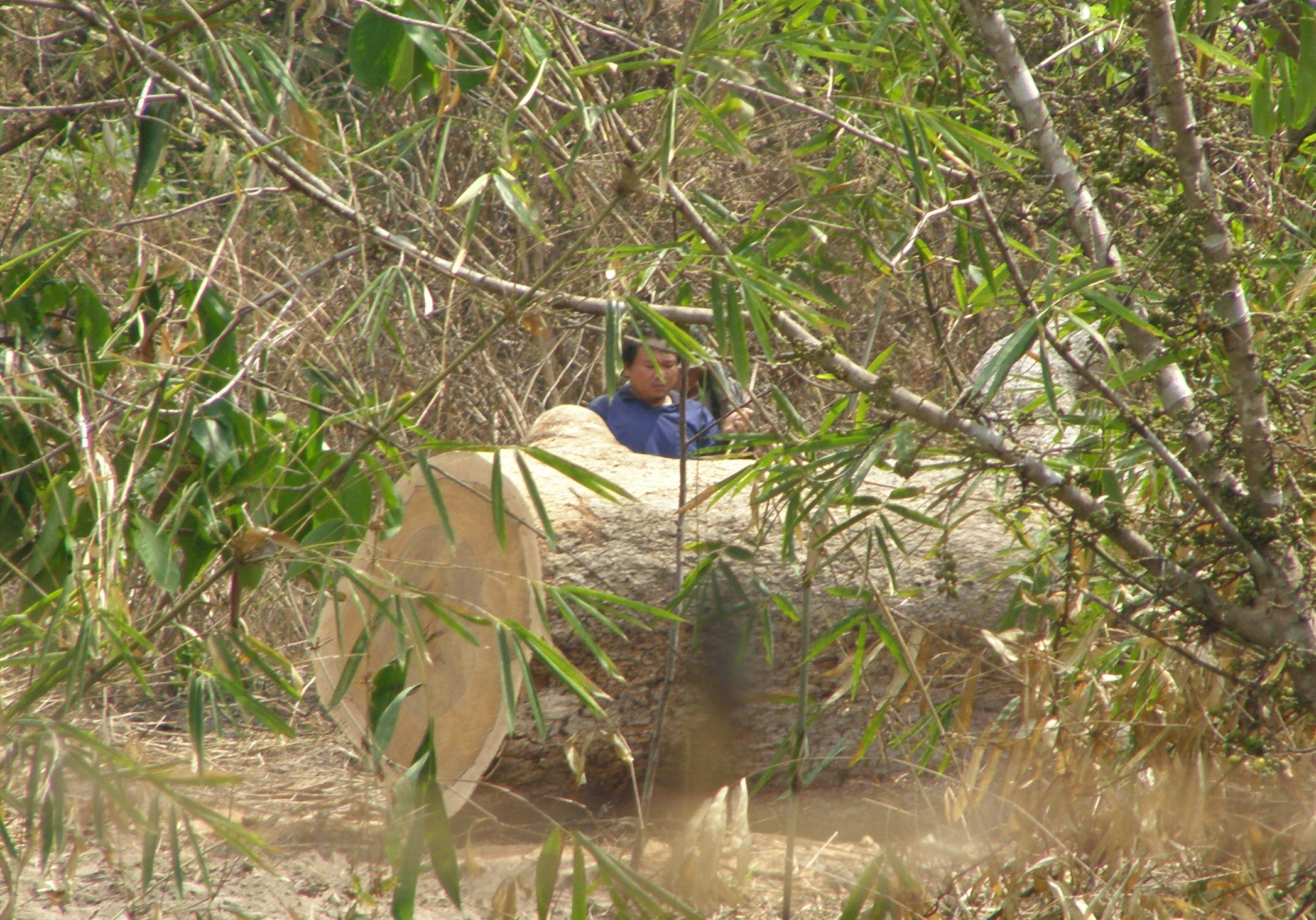
タイにおける違法伐採跡（2011年）。

1992年の「環境と開発に関する国際連合会議」の結果、国際連合に 国際連合持続可能な開発委員会が設置され、1997年には第23回G8サミット（デンバー・サミット）において、「森林に関する政府間パネル報告書」（IPF報告書）が公表されたことで、国際的に持続可能な森林経営を目的とするG8森林行動プログラムが始動した。1998年には世界気象機関（WMO）及び国連環境計画（UNEP）も、気候変動問題を扱う気候変動に関する政府間パネル（IPCC）を設置した。G8各国の森林専門家らは、G8以外の諸国や地域的・国際的プロセスも広範に活動を行うことを支援した。
2000年の第26回G8サミット（九州・沖縄サミット）では違法伐採に対処するための最善の方法につき検討する旨の首脳声明が採択され、2001年にインドネシアのバリで開催された「森林法の施行と行政に関する東アジア閣僚会議」の閣僚宣言もまた違法伐採対策への国際的な支援を支持した。2002年には違法伐採対策を含む最終報告書が取りまとめられ、2005年の第31回G8サミット（グレンイーグルス・サミット）では違法伐採対策を推進することが合意され、また併せて各国政府と多国籍企業23社による気候変動政策ラウンドテーブルも開催されて、温暖化の原因であるとされる二酸化炭素の排出権取引制度が形成された。
2013年に国際連合持続可能な開発委員会は持続可能な開発目標に関するハイレベル政治フォーラムに改組され、現在は後者及び国際連合森林フォーラムが森林資源対策を取り扱っている。

## 構成
- 第一章　総則（1-2条）
- 第二章　基本方針等（3-5条）
- 第三章　木材関連事業者の判断の基準となるべき事項等（6-7条）
- 第四章　木材関連事業者の登録（8-15条）
- 第五章　登録実施機関（16-30条）
- 第六章　雑則（31-35条）
- 第七章　罰則（36-40条）
- 附則

## 関連法
- 合法伐採木材等の流通及び利用の促進に関する法律施行規則
- 木材関連事業者の合法伐採木材等の利用の確保に関する判断の基準となるべき事項を定める省令
- 森林認証制度（SGEC）
- 森林組合法